# Мерцедес-Бенц Стейдиъм
„Мерцедес-Бенц Стейдиъм“ е стадион с отварящ се покрив в Атланта, Джорджия, САЩ. Отворен е през 2017 като наследник на Джорджия Доум, той е домакинското съоражение на „Атланта Фалкънс“ от НФЛ и „Атланта Юнайтед“ от МЛС. Стадионът е собственост на щата Джорджия и се управлява от дружеството AMB Group, която е собственик на „Фалкънс“ и „Атланта Юнайтед“. Към 2016 година по приблизителни оценки цената на стадиона е 1,6 млрд. щ.д.